# Grand Prix moto du Portugal 2000
Douzième épreuve du Championnat du monde de vitesse moto 2000, le Grand Prix moto du Portugal 2000, est disputé sur le circuit d'Estoril, du vendredi 1er au dimanche 3 septembre 2000.
C'est la deuxième édition du Grand Prix moto du Portugal.

## Classement final 500 cm3
| Pos  | Pilote              | Constructeur | Temps/Écart     | Points |
| ---- | ------------------- | ------------ | --------------- | ------ |
| 1    | Garry McCoy         | Yamaha       | 48 min 07 s 663 | 25     |
| 2    | Kenny Roberts Jr    | Suzuki       | +4 s 941        | 20     |
| 3    | Valentino Rossi     | Honda        | +5 s 182        | 16     |
| 4    | Max Biaggi          | Yamaha       | +5 s 724        | 13     |
| 5    | Régis Laconi        | Yamaha       | +13 s 759       | 11     |
| 6    | Àlex Crivillé       | Honda        | +15 s 422       | 10     |
| 7    | Tadayuki Okada      | Honda        | +15 s 425       | 9      |
| 8    | Jurgen vd Goorbergh | TSR-Honda    | +15 s 776       | 8      |
| 9    | Norifumi Abe        | Yamaha       | +19 s 623       | 7      |
| 10   | Alex Barros         | Honda        | +19 s 843       | 6      |
| 11   | Jeremy McWilliams   | Aprilia      | +32 s 421       | 5      |
| 12   | Carlos Checa        | Yamaha       | +33 s 195       | 4      |
| 13   | Loris Capirossi     | Honda        | +54 s 916       | 3      |
| 14   | Tetsuya Harada      | Aprilia      | +1 min 13 s 562 | 2      |
| 15   | Mark Willis         | Modenas      | +1 min 18 s 311 | 1      |
| 16   | José Luis Cardoso   | Honda        | +1 min 19 s 532 |        |
| 17   | Yoshiteru Konishi   | TSR-Honda    | +1 min 47 s 140 |        |
| 18   | Sébastien Le Grelle | Honda        | +1 tour         |        |
| 19   | Phil Giles          | Honda        | +1 tour         |        |
| Abd. | Paolo Tessari       | Paton        | Abandon         |        |
| Abd. | Nobuatsu Aoki       | Suzuki       | Abandon         |        |
| Abd. | Sete Gibernau       | Honda        | Abandon         |        |

## Classement final 250 cm3
| Pos  | Pilote             | Constructeur | Temps/Écart     | Points |
| ---- | ------------------ | ------------ | --------------- | ------ |
| 1    | Daijiro Kato       | Honda        | 45 min 07 s 769 | 25     |
| 2    | Olivier Jacque     | Yamaha       | +10 s 654       | 20     |
| 3    | Marco Melandri     | Aprilia      | +28 s 317       | 16     |
| 4    | Anthony West       | Honda        | +34 s 314       | 13     |
| 5    | Klaus Nohles       | Aprilia      | +35 s 983       | 11     |
| 6    | Fonsi Nieto        | Yamaha       | +40 s 091       | 10     |
| 7    | Jason Vincent      | Aprilia      | +40 s 375       | 9      |
| 8    | Ivan Clementi      | Aprilia      | +51 s 493       | 8      |
| 9    | Sébastien Gimbert  | TSR-Honda    | +54 s 322       | 7      |
| 10   | Shahrol Yuzy       | Yamaha       | +54 s 506       | 6      |
| 11   | Alex Hofmann       | Aprilia      | +58 s 840       | 5      |
| 12   | Franco Battaini    | Aprilia      | +59 s 337       | 4      |
| 13   | Vincent Philippe   | TSR-Honda    | +1 min 00 s 132 | 3      |
| 14   | Luca Boscoscuro    | Aprilia      | +1 min 05 s 509 | 2      |
| 15   | Jamie Robinson     | Aprilia      | +1 min 24 s 133 | 1      |
| 16   | Julien Allemand    | Yamaha       | +1 min 24 s 462 |        |
| 17   | Lucas Oliver Bulto | Yamaha       | +1 min 35 s 079 |        |
| 18   | Filisberto Texeira | Yamaha       | +1 tour         |        |
| 19   | Alvaro Molina      | TSR-Honda    | +1 tour         |        |
| Abd. | Jeronimo Vidal     | Aprilia      | Abandon         |        |
| Abd. | Sebastian Porto    | Yamaha       | Abandon         |        |
| Abd. | Alex Debón         | Aprilia      | Abandon         |        |
| Abd. | Shinya Nakano      | Yamaha       | Abandon         |        |
| Abd. | Naoki Matsudo      | Yamaha       | Abandon         |        |
| Abd. | David Checa        | TSR-Honda    | Abandon         |        |
| Abd. | Adrian Coates      | Aprilia      | Abandon         |        |
| Abd. | Jarno Janssen      | TSR-Honda    | Abandon         |        |
| Abd. | Tohru Ukawa        | Honda        | Abandon         |        |
| Abd. | Ralf Waldmann      | Aprilia      | Abandon         |        |

## Classement final 125 cm3
| Pos  | Pilote             | Constructeur | Temps/Écart     | Points |
| ---- | ------------------ | ------------ | --------------- | ------ |
| 1    | Emilio Alzamora    | Honda        | 43 min 22 s 891 | 25     |
| 2    | Roberto Locatelli  | Aprilia      | +3 s 691        | 20     |
| 3    | Arnaud Vincent     | Aprilia      | +12 s 233       | 16     |
| 4    | Lucio Cecchinello  | Honda        | +12 s 804       | 13     |
| 5    | Simone Sanna       | Aprilia      | +16 s 958       | 11     |
| 6    | Ivan Goi           | Honda        | +19 s 629       | 10     |
| 7    | Randy de Puniet    | Aprilia      | +26 s 990       | 9      |
| 8    | Gino Borsoi        | Aprilia      | +30 s 785       | 8      |
| 9    | Angel Nieto Jr     | Honda        | +30 s 794       | 7      |
| 10   | Jaroslav Huleš     | Italjet      | +33 s 054       | 6      |
| 11   | Steve Jenkner      | Honda        | +33 s 466       | 5      |
| 12   | Pablo Nieto        | Derbi        | +49 s 454       | 4      |
| 13   | Max Sabbatani      | Honda        | +1 min 04 s 046 | 3      |
| 14   | Adrian Araujo      | Honda        | +1 min 13 s 056 | 2      |
| 15   | William De Angelis | Aprilia      | +1 min 13 s 060 | 1      |
| 16   | Éric Bataille      | Honda        | +1 min 14 s 132 |        |
| 17   | Antonio Elias      | Honda        | +1 tour         |        |
| 18   | José Leite         | Italjet      | +1 tour         |        |
| Abd. | Masao Azuma        | Honda        | Abandon         |        |
| Abd. | Manuel Poggiali    | Derbi        | Abandon         |        |
| Abd. | JosLeon Haslam     | Italjet      | Abandon         |        |
| Abd. | Alex De Angelis    | Honda        | Abandon         |        |
| Abd. | Mirko Giansanti    | Honda        | Abandon         |        |
| Abd. | Marco Petrini      | Aprilia      | Abandon         |        |
| Abd. | Youichi Ui         | Derbi        | Abandon         |        |
| Abd. | Gianluigi Scalvini | Aprilia      | Abandon         |        |
| Abd. | Reinhard Stolz     | Honda        | Abandon         |        |
| Abd. | Noboru Ueda        | Honda        | Abandon         |        |